# Maureles
Maureles ist ein Ort und eine ehemalige Gemeinde (Freguesia) im portugiesischen Kreis Marco de Canaveses. Die Gemeinde hatte 462 Einwohner (Stand 30. Juni 2011).
Am 29. September 2013 wurden die Gemeinden Maureles und Vila Boa de Quires zur neuen Gemeinde Vila Boa de Quires e Maureles zusammengeschlossen.